# Gène Hanssen
Gène Hanssen (* 9. Januar 1959 in Kerkrade) ist ein ehemaliger niederländischer Fußballspieler.

## Karriere
Hanssen begann seine Profilaufbahn 1978 beim niederländischen Erstligisten Roda JC Kerkrade. Für dem Verein bestritt er 354 Erstligaspiele und schoss dabei 28 Tore. 1988 und 1992 erreichte er das Finale des KNVB-Pokal. Im 1993 unterschrieb er einen Vertrag beim japanischen Erstligisten Verdy Kawasaki. Sommer 1993 kehrte er nach Niederlande zurück. Hier spielte er bis 1994 für VVV-Venlo. Am Ende der Saison 1993/94 stieg der Verein in die zweiten Liga ab. Im 1994 unterschrieb Hanssen einen Vertrag beim belgischen Erstligisten SK Lommel. Von 1996 bis 2001 war er bei Germania Teveren unter Vertrag.